# Rejon czapliński
Rejon czapliński – jednostka administracyjna Ukrainy, w składzie obwodu chersońskiego.